# 127-й артиллерийский полк
127-й артиллерийский Краснознамённый полк — часть РККА, принимавшая участие в Великой Отечественной войне.
Сокращённое наименование — 127 лап, 127 ап.

## История формирования
127-й лёгкий артиллерийский полк начал своё формирование в начале июля 1939 года из 1-го дивизиона 65-го артиллерийского полка 65-й стрелковой дивизии. Формирование полка проходило в лагерях около города Камышлов Свердловской области, 18 июля 1939 года полк закончил своё формирование и вместе с дивизией был отправлен на границу Маньчжурии.

## Участие в боевых действиях
Период вхождения в действующую армию: 14 ноября 1941 года — 24 января 1942 года.
В течение всего времени существования являлся дивизионным артиллерийским полком 65-й стрелковой дивизии. Полк действовал в боях у деревни Астрача, в период Тихвинской наступательной операции — за отличия в боях за Тихвин был награждён орденом Красного Знамени.
Приказом Народного комиссара обороны СССР № 18 от 24 января 1942 года, за проявленную отвагу в боях за отечество с немецкими захватчиками, за стойкость, мужество, дисциплину и организованность, за героизм личного состава, 127-й артиллерийский полк преобразован в 6-й гвардейский артиллерийский полк.
Приказом Народного комиссара обороны СССР № 0412 от 29 декабря 1944 года 65-я стрелковая дивизия была преобразована в 102-ю гвардейскую стрелковую дивизию. Входящий в неё 6-й гвардейский артиллерийский Краснознамённый полк, на основании директивы НКО № ОРГ/2/315794 от 30 декабря 1944 года был переименован в 418-й гвардейский артиллерийский Краснознамённый полк.

## Командный и начальствующий состав

### Командиры полка
- Ходов Сергей Яковлевич (18.07.1939 — 21.11.1941), полковник (погиб на огневом рубеже);
- Синочкин Алексей Павлович (— 27.12.1941), майор (пропал без вести);
- Нестеров Алексей Михайлович (— 24.01.1942), майор

### Военный комиссар полка
- Купчинский Александр Артемьевич (18.07.1939 — 26.12.1941), батальонный комиссар (ранен в бою);
- Гурбо Иван Данилович (— 24.01.1942), батальонный комиссар

## Подчинение
| Как 127-й артиллерийский полк | Как 127-й артиллерийский полк | Как 127-й артиллерийский полк | Как 127-й артиллерийский полк | Как 127-й артиллерийский полк | Как 127-й артиллерийский полк |
| Дата                          | Фронт (военный округ)         | Армия                         | Корпус                        | Дивизия                       | Примечания                    |
| ----------------------------- | ----------------------------- | ----------------------------- | ----------------------------- | ----------------------------- | ----------------------------- |
| 22.06.1941 года               | Забайкальский военный округ   | -                             | 12-й стрелковый корпус        | 65-я стрелковая дивизия       | -                             |
| 01.07.1941 года               | Забайкальский военный округ   | -                             | 12-й стрелковый корпус        | 65-я стрелковая дивизия       | -                             |
| 10.07.1941 года               | Забайкальский военный округ   | -                             | 12-й стрелковый корпус        | 65-я стрелковая дивизия       | -                             |
| 01.08.1941 года               | Забайкальский военный округ   | 36-я армия                    | -                             | 65-я стрелковая дивизия       | -                             |
| 01.09.1941 года               | Забайкальский военный округ   | 36-я армия                    | -                             | 65-я стрелковая дивизия       | -                             |
| 01.10.1941 года               | Забайкальский военный округ   | 36-я армия                    | -                             | 65-я стрелковая дивизия       | -                             |
| 01.11.1941 года               | Резерв Ставки ВГК             | -                             | -                             | 65-я стрелковая дивизия       | -                             |
| 01.12.1941 года               | -                             | 4-я отдельная армия           | -                             | 65-я стрелковая дивизия       | -                             |
| 01.01.1942 года               | Волховский фронт              | 4-я армия                     | -                             | 65-я стрелковая дивизия       | -                             |

| Как 6-й гвардейский артиллерийский полк | Как 6-й гвардейский артиллерийский полк | Как 6-й гвардейский артиллерийский полк | Как 6-й гвардейский артиллерийский полк | Как 6-й гвардейский артиллерийский полк | Как 6-й гвардейский артиллерийский полк        |
| Дата                                    | Фронт (военный округ)                   | Армия                                   | Корпус                                  | Дивизия                                 | Примечания                                     |
| --------------------------------------- | --------------------------------------- | --------------------------------------- | --------------------------------------- | --------------------------------------- | ---------------------------------------------- |
| 01.02.1942 года                         | Волховский фронт                        | 4-я армия                               | -                                       | 65-я стрелковая дивизия                 | -                                              |
| 01.03.1942 года                         | Волховский фронт                        | 52-я армия                              | -                                       | 65-я стрелковая дивизия                 | -                                              |
| 01.04.1942 года                         | Волховский фронт                        | 52-я армия                              | -                                       | 65-я стрелковая дивизия                 | -                                              |
| 01.05.1942 года                         | Ленинградский фронт                     | 52-я армия                              | -                                       | 65-я стрелковая дивизия                 | в составе Группы войск Волховского направления |
| 01.06.1942 года                         | Ленинградский фронт                     | 52-я армия                              | -                                       | 65-я стрелковая дивизия                 | в составе Волховской группы войск              |
| 01.07.1942 года                         | Волховский фронт                        | 52-я армия                              | -                                       | 65-я стрелковая дивизия                 | -                                              |
| 01.08.1942 года                         | Волховский фронт                        | 52-я армия                              | -                                       | 65-я стрелковая дивизия                 | -                                              |
| 01.09.1942 года                         | Волховский фронт                        | 52-я армия                              | -                                       | 65-я стрелковая дивизия                 | -                                              |
| 01.10.1942 года                         | Волховский фронт                        | 52-я армия                              | -                                       | 65-я стрелковая дивизия                 | -                                              |
| 01.11.1942 года                         | Волховский фронт                        | 52-я армия                              | -                                       | 65-я стрелковая дивизия                 | -                                              |
| 01.12.1942 года                         | Волховский фронт                        | 52-я армия                              | -                                       | 65-я стрелковая дивизия                 | -                                              |
| 01.01.1943 года                         | Волховский фронт                        | 52-я армия                              | -                                       | 65-я стрелковая дивизия                 | -                                              |
| 01.02.1943 года                         | Волховский фронт                        | 52-я армия                              | -                                       | 65-я стрелковая дивизия                 | -                                              |
| 01.03.1943 года                         | Волховский фронт                        | 52-я армия                              | -                                       | 65-я стрелковая дивизия                 | -                                              |
| 01.04.1943 года                         | Волховский фронт                        | -                                       | -                                       | 65-я стрелковая дивизия                 | -                                              |
| 01.05.1943 года                         | Волховский фронт                        | 59-я армия                              | -                                       | 65-я стрелковая дивизия                 | -                                              |
| 01.06.1943 года                         | Волховский фронт                        | 59-я армия                              | -                                       | 65-я стрелковая дивизия                 | -                                              |
| 01.07.1943 года                         | Волховский фронт                        | 59-я армия                              | -                                       | 65-я стрелковая дивизия                 | -                                              |
| 01.08.1943 года                         | Волховский фронт                        | 59-я армия                              | -                                       | 65-я стрелковая дивизия                 | -                                              |
| 01.09.1943 года                         | Волховский фронт                        | 59-я армия                              | 14-й стрелковый корпус                  | 65-я стрелковая дивизия                 | -                                              |
| 01.10.1943 года                         | Волховский фронт                        | 59-я армия                              | 14-й стрелковый корпус                  | 65-я стрелковая дивизия                 | -                                              |
| 01.11.1943 года                         | Волховский фронт                        | 59-я армия                              | 14-й стрелковый корпус                  | 65-я стрелковая дивизия                 | -                                              |
| 01.12.1943 года                         | Волховский фронт                        | 59-я армия                              | 6-й стрелковый корпус                   | 65-я стрелковая дивизия                 | -                                              |
| 01.01.1944 года                         | Волховский фронт                        | 59-я армия                              | 6-й стрелковый корпус                   | 65-я стрелковая дивизия                 | -                                              |
| 01.02.1944 года                         | Волховский фронт                        | 59-я армия                              | 6-й стрелковый корпус                   | 65-я стрелковая дивизия                 | -                                              |
| 01.03.1944 года                         | Ленинградский фронт                     | 67-я армия                              | 7-й стрелковый корпус                   | 65-я стрелковая дивизия                 | -                                              |
| 01.04.1944 года                         | Ленинградский фронт                     | 54-я армия                              | 7-й стрелковый корпус                   | 65-я стрелковая дивизия                 | -                                              |
| 01.05.1944 года                         | 3-й Прибалтийский фронт                 | -                                       | 99-й стрелковый корпус                  | 65-я стрелковая дивизия                 | -                                              |
| 01.06.1944 года                         | 3-й Прибалтийский фронт                 | -                                       | 99-й стрелковый корпус                  | 65-я стрелковая дивизия                 | -                                              |
| 01.07.1944 года                         | Карельский фронт                        | 7-я армия                               | 99-й стрелковый корпус                  | 65-я стрелковая дивизия                 | -                                              |
| 01.08.1944 года                         | Карельский фронт                        | 7-я армия                               | 99-й стрелковый корпус                  | 65-я стрелковая дивизия                 | -                                              |
| 01.09.1944 года                         | Карельский фронт                        | 7-я армия                               | 99-й стрелковый корпус                  | 65-я стрелковая дивизия                 | -                                              |
| 01.10.1944 года                         | Карельский фронт                        | 14-я армия                              | 99-й стрелковый корпус                  | 65-я стрелковая дивизия                 | -                                              |
| 01.11.1944 года                         | Карельский фронт                        | 14-я армия                              | 99-й стрелковый корпус                  | 65-я стрелковая дивизия                 | -                                              |
| 01.12.1944 года                         | Резерв Ставки ВГК                       | 19-я армия                              | 99-й стрелковый корпус                  | 65-я стрелковая дивизия                 | -                                              |
| 01.01.1945 года                         | Резерв Ставки ВГК                       | 19-я армия                              | 40-й гвардейский стрелковый корпус      | 102-я гвардейская стрелковая дивизия    | -                                              |

| Как 418-й гвардейский артиллерийский полк | Как 418-й гвардейский артиллерийский полк | Как 418-й гвардейский артиллерийский полк | Как 418-й гвардейский артиллерийский полк | Как 418-й гвардейский артиллерийский полк | Как 418-й гвардейский артиллерийский полк |
| Дата                                      | Фронт (военный округ)                     | Армия                                     | Корпус                                    | Дивизия                                   | Примечания                                |
| ----------------------------------------- | ----------------------------------------- | ----------------------------------------- | ----------------------------------------- | ----------------------------------------- | ----------------------------------------- |
| 01.02.1945 года                           | 2-й Белорусский фронт                     | 19-я армия                                | 40-й гвардейский стрелковый корпус        | 102-я гвардейская стрелковая дивизия      | -                                         |
| 01.03.1945 года                           | 2-й Белорусский фронт                     | 19-я армия                                | 40-й гвардейский стрелковый корпус        | 102-я гвардейская стрелковая дивизия      | -                                         |
| 01.04.1945 года                           | 2-й Белорусский фронт                     | 19-я армия                                | 40-й гвардейский стрелковый корпус        | 102-я гвардейская стрелковая дивизия      | -                                         |
| 01.05.1945 года                           | 2-й Белорусский фронт                     | 2-я ударная армия                         | 40-й гвардейский стрелковый корпус        | 102-я гвардейская стрелковая дивизия      | -                                         |

## Награды и наименования
| Награда (наименование) | Дата награждения                                                           | За что получена |
| ---------------------- | -------------------------------------------------------------------------- | --- |
| Орден Красного Знамени | награждён указом Президиума Верховного Совета СССР от 17 декабря 1941 года | за образцовое выполнение боевых заданий командования на фронте борьбы с немецкими захватчиками и проявленные при этом доблесть и мужество |

## Отличившиеся воины полка
- Маннанов, Ильдар Маннанович (1921—2010), заряжающий, Герой Советского Союза (17.12.1941 — за Тихвинскую наступательную операцию), почётный гражданин Тихвина[12].